# جماليات الموسيقى

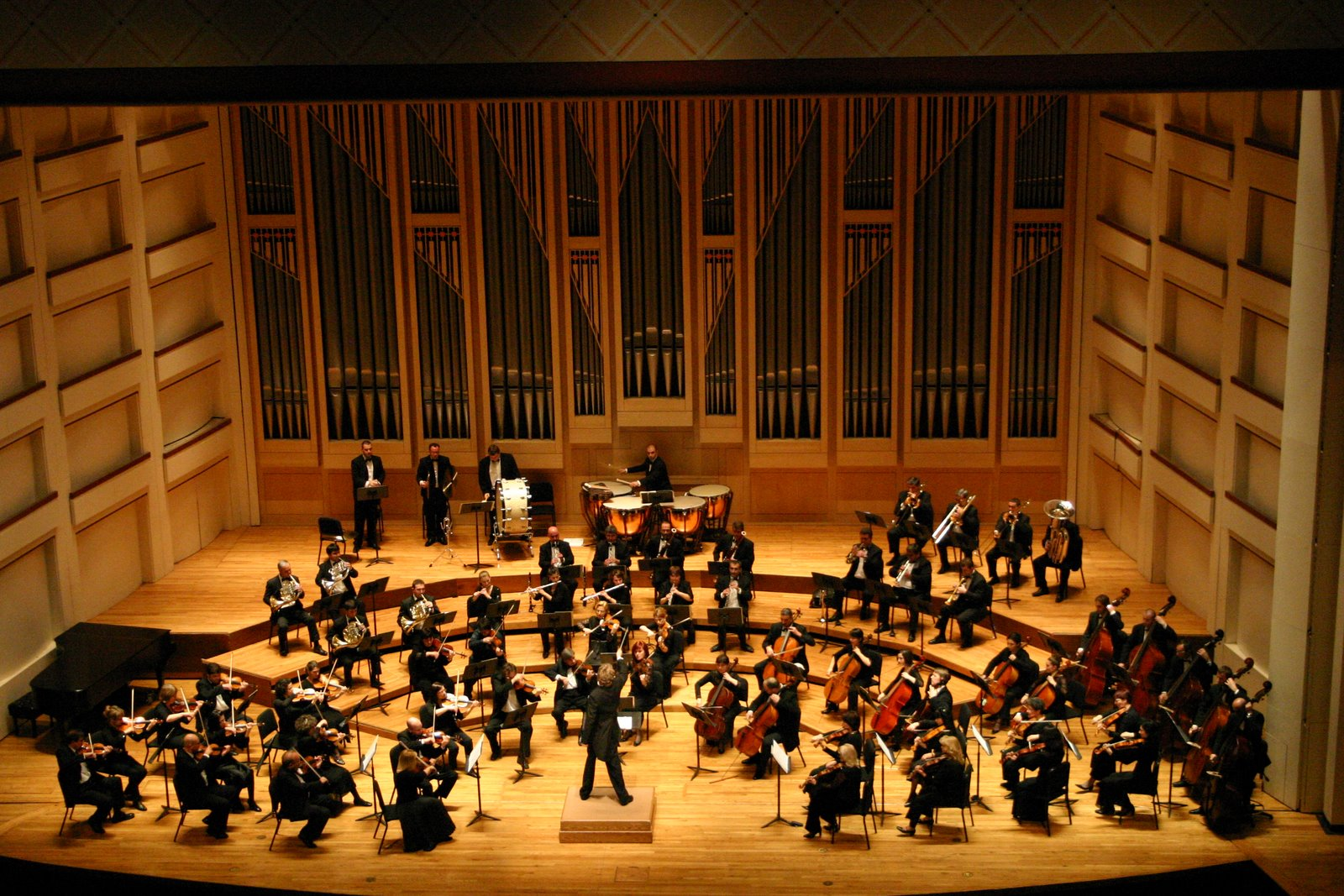

جماليات الموسيقى هي فرع من الفلسفة التي تتعامل مع طبيعة الفن والجمال والذوق في الموسيقى. ومع إيجاد أو تقدير الجمال في الموسيقى. في تقاليد ما قبل الحداثة استكشفت جماليات الموسيقى أو الجماليات الموسيقية الأبعاد الرياضية والكونية للتنظيم الإيقاعي والتناغمي. في القرن الثامن عشر تحول التركيز إلى تجربة الاستماع للموسيقى وبالتالي إلى أسئلة حول جمالها والتمتع البشري بالموسيقى. ينسب أصل هذا التحول الفلسفي أحياناً إلى بومجارتن الذي عاش في القرن الثامن عشر وتبعه في ذلك كَانط. من خلال كتاباتهم، حصل المصطلح القديم «الجماليات» أي الإدراك الحسي على دلالته الحالية. في العقود الأخيرة كان الفلاسفة يميلون إلى التركيز على القضايا إلى جانب الجمال والتمتع. على سبيل المثال كانت هناك قدرة للموسيقى على التعبير عن المشاعر تجاه قضية محورية.
يعتبر علم الجمال من فروع الفلسفة. في القرن العشرين قُدمت مساهمات مهمة من قبل بيتر كيفي، جيرولد ليفنتسون، وروجر سكروتون، وستيفن ديفيس. ومع ذلك فقد كانت للعديد من الموسيقيين ونقاد الموسيقى وغيرهم من الفلاسفة مساهمات في جماليات الموسيقى في القرن التاسع عشر، وقد نشأ جدل كبير بين إدوارد هانسل، وهو ناقد وعالم موسيقي، والملحن ريتشارد فاغنر بشأن ما إذا كانت موسيقى الآلات الأساسية قادرة على نقل المشاعر إلى المستمع، وذهب فاغنر وتلامذته إلى أن الموسيقى يمكن أن تساعد على نقل المشاعر والصور؛ وقد كتب الملحنون الذين اعتنقوا هذا المذهب قصائد ذات نبرة أساسية تتضمن رواية قصة أو تصوير منظر طبيعي باستخدام موسيقى أساسية. وأكد هانسليك وأنصاره على أن الموسيقى الأساسية هي ببساطة أنماط من الصوت تفتقر لإيصال أي مشاعر أو صور.
منذ العصور القديمة كان الاعتقاد السائد أن للموسيقى القدرة على التأثير على مشاعرنا وفكرنا ونفسيتنا، يمكن أن تخفف من وحدتنا أو تثير عواطفنا. ويرى الفيلسوف اليوناني أفلاطون في كتاب الجمهورية أن للموسيقى تأثيرًا مباشرًا على الروح، ولذا يقترح أنه في النظام المثالي تُنظم الموسيقى عن كثب من قبل الدولة (الكتاب السابع). وهناك ميل قوي في جماليات الموسيقى للتأكيد على الأهمية القصوى للبنية التركيبية، ومع ذلك فإن القضايا الأخرى المتعلقة بجماليات الموسيقى تتضمن: كتابة الكلمات، الانسجام، التنويم المغناطيسي، الانفعالية، الديناميكيات الزمنية، الصدى، المرح، واللون.

## جماليات الموسيقى في القرن الثامن عشر
في القرن الثامن عشر اعتُبرت الموسيقى خارج نطاق النظرية الجمالية (ثم صُوّرت من الناحية البصرية)؛ بينما بالكاد ذُكرت الموسيقى في أطروحة وليام هوغارث «تحليل الجمال». إذ اعتبر أن فن الرقص جميل (مختتماً أطروحته بنقاش حول المعزوفة)، لكن الموسيقى لا تشكل أهمية كبيرة إلا بقدر ما تستطيع أن توفره من المرافقة اللائقة للراقصين.
إلا أنه، وبحلول نهاية القرن، بدأ الناس يميزون موضوع الموسيقى وجمالها عن الموسيقى كجزء من وسائط الاعلام المتباينة، كما هو الحال في موسيقى الأوبرا والرقص. ناقش إبمانويل كانط، الذي يُعتبر كتابه «نقد الحكم» بشكل عام العمل الأكثر أهمية وتأثيراً في علم الجمال في القرن الثامن عشر، أن موسيقى الآلات رائعة لكنها في نهاية المطاف تافهة. ومقارنة بأنواع الفنون الأخرى، فإن الموسيقى لا تقدم القدر الكافي من الفهم، وتفتقر إلى الغرض الأخلاقي. ويعتقد كانط أنه يجب أن تقترن الموسيقى بالكلمات من أجل عرض مجموعة من العبقرية والذوق التي تجمع بين الأفكار والجمال، كما هو الحال في الأغنيات والأوبرا.

## جماليات الموسيقى في القرن التاسع عشر
في القرن التاسع عشر، عصر الرومانسية في الموسيقى، رأى بعض الملحنين والنقاد أن الموسيقى لا بد وأن تعبر عن الأفكار أو الصور أو المشاعر، أو حتى أن تشكل قطعة أدبية كاملة. وفي عام 1813 جادل هوفمان آراء كانط في أن الموسيقى هي الأساس في التكوين الموسيقي معترضًا على تحفظات كانط حول موسيقى الآلات. لاحقاً بعد خمس سنوات، رأى آرثر شوبنهاور في كتابه «العالم كمصدر للإلهام والتمثيل» أن موسيقى الآلات هي أعظم فن، لأنها قادرة على تمثيل الهيئة الغيبية للواقع. وسبب رؤيته تلك أن الموسيقى لا تمثل العالم الاستثنائي ولا تقدم معلومات عنه، فهي تتجاوز التصويرية والشفهية على حد سواء. وكان يعتقد أن الموسيقى أقرب بكثير إلى الطبيعة الحقيقية للأشياء كافة من أي شكل فني آخر. وتفسر هذه الفكرة السبب في أنه عند وضع الموسيقى المناسبة إلى أي مشهد أو عمل أو حدث تبدو وكأنها تكشف عن معانيها العميقة، فتظهر وكأنها التعليق الأكثر دقة وتمييزاً عنها.
على الرغم من أن الحركة الرومانسية وافقت على فرضية أن موسيقى الآلات لها قدرات تمثيلية، لكن لم يدعم معظم مؤيديها ربط شوبنهاور لها بالموسيقى والميتافيزيقا. وقد أيد الاتجاه السائد بالإجماع قدرة الموسيقى على تمثيل مشاعر ومواقف خاصة. أفاد المؤلف الموسيقي روبرت شومان، عام 1823، بأن مؤلفاته الموسيقية على البيانو «بابيلون» كان يقصد بها التمثيل الموسيقي للمشهد الأخير من رواية جان بول «فليغليارا». وقد لاقت النظرية القائلة إن الموسيقى مرتبطة بمهامها التمثيلية معارضة شديدة من قبل مؤيد الاتجاه الشكلي إدوارد هانسليك، مشعلاً بذلك انطلاقة «حرب الاتجاه الرومانسي».
قسمت هذه الحرب علم الجمال إلى قسمين متنافسين: فعلى جانب كان هناك الشكليون أمثال هنسليك، الذين يؤكدون على أن المكافآت الموسيقية وجدت تقديراً للنموذج الموسيقي أوالتصميم، بينما كان هناك على الجانب الآخر المناهضون للاتجاه الشكلي مثل ريتشارد فاغنر الذي اعتبر أن الشكل الموسيقي هو وسيلة للوصول لأهداف فنية أخرى.

## القرن العشرين
اعتقد مجموعة من الكتّاب الحداثيين أوائل القرن العشرين (من بينهم الشاعر عزرا باوند) أن الموسيقى كانت نقية في الأساس لأنها لم تكن تمثل أو تشير لأي شيء يتجاوزها بحد ذاتها. وقد أرادوا، إلى حد ما، أن يجعلوا الشعر أقرب إلى أفكار هانسليك حول الاستقلالية، وطابع الموسيقى المكتفي ذاتياً. (باكنل 2002) شمل المنشقون عن هذا الرأي بشكل بارز ألبرت شويتزر، الذي أثار جدلاً ضد نقاء الموسيقى المزعوم في أحد أعمال باخ الكلاسيكية. كان هذا الجدال بين الحداثيين ومنتقديهم أبعد ما يكون عن الجدل الجديد، وكان استمراراً مباشراً للجدل الذي دار في القرن التاسع عشر حول استقلالية الموسيقى.
من بين مؤلفي القرن العشرين، يعتبر إيغور سترافينسكي أبرز الملحنين الذين دافعوا عن فكرة الحداثة الموسيقية. يذكر سترافينسكي أنه عند قيام الملحن بتأليف الموسيقى، فإن ما يهمه هو ضبطه للشكل الخارجي للعمل إذ يُعد الشكل كل شيء. ولا يسعه قول شيء عن المعاني. (سترافينسكي 1962، ص 115). وعلى الرغم أن المستمعين غالبًا ما يبحثون عن المعاني في الموسيقى، فقد حذر سترافينسكي من أنها مجرد إلهاءات عن التجربة الموسيقية.
كان التطور الأكثر تميزًا في جماليات الموسيقى في القرن العشرين هو الاهتمام الموجه للتمييز بين الموسيقى «الأعلى» و«الأخفض»، الذي يُفهم الآن أنه يتماشى مع التمييز بين الموسيقى الفنية والموسيقى الشعبية، على التوالي. واقترح ثيودور أدورنو أن الصناعات الثقافية قد أنتجت كتلة هزيلة من المنتجات العاطفية غير المتطورة التي حلت محل المزيد من أشكال الفن «الصعبة» والناقدة التي قد تدفع الناس إلى التشكيك الفعلي في الحياة الاجتماعية. تغرس الصناعات الثقافية الاحتياجات الزائفة لدى الناس. يمكن خلق هذه الاحتياجات وإرضاؤها من قبل النظام الرأسمالي، ويمكن أن تحل محل احتياجات الناس «الحقيقية»: الحرية، والتعبير الكامل عن الإمكانيات البشرية والإبداع، والسعادة الإبداعية الحقيقية. وهكذا، فإن أولئك المحاصرين في مفاهيم الجمال الكاذبة وفقاً لنمط التفكير الرأسمالي لا يمكن أن يسمعوا الجمال إلا بشروط غير نزيهة.
ساهمت الفلسفة التحليلية على نطاق واسع في جماليات الموسيقى، بدءاً من عمل بيتر كيفي في السبعينيات. تُولي الفلسفة التحليلية اهتمامًا ضعيفًا لموضوع الجمال الموسيقي. بدلاً من ذلك، ألهم كيفي نقاشاً واسعاً حول طبيعة التعبير العاطفي في الموسيقى. وساهمت آراؤه في إثارة الجدل حول طبيعة الأداء الأصيل للموسيقى القديمة بحجة أن الكثير من النقاشات كانت غير متماسكة لأنها فشلت في التمييز بين أربعة معايير متميزة للأداء الموسيقي الأصيل.

## القرن الواحد والعشرين
في القرن الواحد والعشرين وسّع بعض الفلاسفة مثل نيك زانغويل دراسة الجماليات في الموسيقى عما تمت دراسته في القرن العشرين من قبل علماء أمثال جيرولد ليفينسون وبيتر كيفي. في كتابه الصادر عام 2014 حول جماليات الموسيقى تحت عنوان الموسيقى والواقع اللامبالي: الشكلية وحدود الوصف، يقدم زانغويل موقفه الواقعي من خلال إعلانه أنه «من خلال ’الواقعية’ حول التجربة الموسيقية؛ وأعني وجهة نظر تتمثل الخصائص الجمالية للموسيقى وتجربتنا في هذه الخصائص، فالتجربة الموسيقية هي تجربة رائعة لمجموعة من الأصوات وما خارج البنية الصوتية وخصائصها الجمالية. وهذا هو محتوى التجربة الموسيقية».
كان للموسيقى المعاصرة في كلا القرنين (20 و21) مؤيدون ومناصرون. كان تيودور أدورنو في القرن العشرين ناقداً للموسيقى الشعبية. وقد اقترح آخرون في القرن الحادي والعشرين، مثل يوجين دابليو. هولاند، ارتجال الجاز بشكل بنّاء كنموذج اجتماعي اقتصادي، وقد اقترح إدوارد دبليو. ساراث بشكل بنّاء موسيقى الجاز كنموذج مفيد لفهم التعليم والمجتمع.

### الانتقادات الموجهة
يرى سايمون فريث (2004، ص 17-9) أن «“الموسيقى السيئة” هي مفهوم ضروري للمتعة الموسيقية، وللجماليات الموسيقية». وهو يميز بين نوعين شائعين من الموسيقى السيئة: أسوأ أنواع التسجيلات على الإطلاق، والتي تشمل «المسارات التي من الواضح أنها عاجزة موسيقياً؛ والتي وضعت من قبل المغنين الذين لا يستطيعون الغناء، والعازفين الذين لا يستطيعون العزف، والمنتجين الذين لا يستطيعون الإنتاج». و«المسارات التي تنطوي على النوع غير المحدد. الأمثلة الأكثر شيوعاً الممثلون أو نجوم التلفزيون الذين يقومون بالتسجيل وفق النمط الأحدث». نوع آخر من “الموسيقى السيئة” هي “قوائم موسيقى الروك الحرجة”، مثل «الأغاني التي تميز الحيل الصوتية التي تجاوزت سحرها أو حداثتها» و«الأغاني التي تعتمد على المشاعر الكاذبة، التي تتميز بوجود مشاعر زائدة مثل أغاني البوب المؤداة عبر الراديو».
يعطي فريث ثلاث صفات مشتركة تعزى إلى الموسيقى السيئة: الموسيقى الزائفة، وموسيقى الذوق السيئ (الفن الهابط)، وموسيقى البُلهاء. وهو يرى أن «وضع علامة على بعض الأغاني والأنواع والفنانين على أنها «سيئة» هو جزء ضروري من متعة الموسيقى الشعبية؛ إنها طريقة نؤسس بها مكاننا في عوالم الموسيقى المختلفة. فـ «سيئة» هي كلمة رئيسية تشير إلى أن الأحكام الجمالية والأخلاقية مرتبطة ببعضها هنا؛ وعدم إعجابك بالأغنية المسجلة ليس مجرد مسألة ذوق؛ بل هو أيضًا مسألة للنقاش، والنقاش هو ما يهم» (ص 28). ويستند تحليل فريث للموسيقى الشعبية إلى علم الاجتماع.
كان ثيودور أدورنو فيلسوفًا بارزًا كتب عن جماليات الموسيقى الشعبية. ولأن أدورنو كان ماركسياً، فقد كان معاديًا للغاية للموسيقى الشعبية. وشكّلت نظريته إلى حد كبير رداً على تزايد شعبية الموسيقى الأميركية في أوروبا بين الحرب العالمية الأولى والحرب العالمية الثانية. ونتيجة لذلك، غالباً ما يستخدم أدورنو “الجاز” كمثال على ما يعتقد أنه كان خاطئاً في الموسيقى الشعبية. ومع ذلك، بالنسبة إلى أدورنو، شمل هذا المصطلح الجميع من لويس ارمسترونغ إلى بينج كروسبي. وقد هاجم الموسيقى الشعبية مدعياً أنها مبسطة ومتكررة، مشجعاً العقلية الفاشيّة (1973، ص 126). إلى جانب أدورنو، يقدم ثيودور جراسيك التحليل الفلسفي الأكثر شمولاً للموسيقى الشعبية. ويرى أن الفئات المفاهيمية والتمييزات التي تطورت استجابة لموسيقى الفن هي مضللة بشكل منهجي عند تطبيقها على الموسيقى الشعبية (1996). في الوقت نفسه، لا تحرِم الأبعاد الاجتماعية والسياسية الموسيقى الشعبية من قيمتها الجمالية (2007).
في عام 2007 نشر عالم الموسيقى والصحافي كريج شوفتان «النادي الثقافي»، وهو كتاب يربط بين حركات الفن المعاصرة والموسيقى الشعبية اليوم والعصور الماضية وحتى القرون. يشمل رسم خطوط فاصلة في الفن أو الثقافة العالية، والبوب أو الثقافة المنخفضة. ونُشرت دراسة أكثر علمية لنفس الموضوع تحت عنوان «بين مونتمارتر ونادي مودد: الموسيقى الشعبية والموسيقى الرائدة»، قبل خمس سنوات من قبل الفيلسوف برنارد غندرون.